# Somiedo
Somiedo (asturisch Somiedu) ist eine Gemeinde (concejo) in der Autonomen Region Asturien in Spanien. Der Hauptort und Sitz der Gemeindeverwaltung ist Pola de Somiedo.

## Geographie

### Geologie
Die Region wurde im Trias und Jura geformt. Der Untergrund besteht überwiegend aus Sandstein, Quarzit und Kalkstein.

### Gewässer
- Der Río Pigüeña entspringt nahe dem Dorf El Covacho
- Der Río Somiedo entspringt nahe dem Gebirgspass Puerto de Somiedo

### Umgebung
Die Gemeinde Somiedo ist umgeben von
| Nordwest: Tineo           | Norden: Belmonte de Miranda | Nordost: Grado       |
| Westen: Cangas del Narcea |                             | Osten: Teverga       |
| Südwesten Provinz León    | Süden: Provinz León         | Südost: Provinz León |

## Geschichte
Fachleute vermuten bereits eine Besiedelung in der Jungsteinzeit, nachweisbar ist die Besiedelung jedoch erst in der Bronzezeit. Nahe den Orten Trascastro und Pola wurden Reste von Wallburgen gefunden, welche anhaltende Besiedelung anzeigen. Nahe den Ortschaften Gua und Coto de la Buena wurden mehrere Denare aus dem 1. Jahrhundert vor Christus gefunden, was die rege Handelstätigkeit der Bewohner belegt.
Während der römischen Besetzung wurde das Wegenetz deutlich ausgebaut und durch Kastelle an exponierten Stellen geschützt. Viele dieser Wege waren während der Reconquista noch von entscheidender militärischer Bedeutung.
Mitte des 12. Jahrhunderts stifteten König Ferdinand II. und seine Frau Urraca dem noch jungen Zisterzienserorden nahe der Ortschaft Gua ein Kloster, dem in schneller Abfolge noch ein weiteres Kloster und mehrere Kirchen angegliedert wurden. Im ausgehenden 13. Jahrhundert übte das nahegelegene Belmonte einen enormen wirtschaftlichen Druck auf das Kloster aus, sodass König Alfons X. dem Ort Stadt- und Marktrecht verlieh. 1277 wurden der Stadt mehrere Ortschaften unterstellt, sodass die Stadt zur Gemeinde angewachsen ist.
1810 war während des Spanischen Unabhängigkeitskrieges die Gemeinde Aufmarsch- und Rückzugsgebiet der asturischen Truppen gegen die vorrückende französische Armee. Durch die strategische Lage der Gemeinde war sie auch während der Karlistenkriege und im Spanischen Bürgerkrieg immer wieder ein stark verteidigtes Gebiet.

## Bevölkerungsentwicklung
Quelle: INE – grafische Aufarbeitung für Wikipedia

## Parroquias
| Name      | Asturisch        | Einwohner | Koordinaten                 |                  | Name     | Asturisch | Einwohner                  | Koordinaten |
| --------- | ---------------- | --------- | --------------------------- | ---------------- | -------- | --------- | -------------------------- | ----------- |
| Aguino    | Aguinu           | 25        | 43° 6′ 21″ N, 6° 16′ 20″ W  | Las Morteras     |          | 58        | 43° 9′ 10″ N, 6° 14′ 6″ W  |             |
| Clavillas | Clavichas        | 86        | 43° 10′ 16″ N, 6° 15′ 29″ W | Pigüeña          |          | 112       | 43° 8′ 10″ N, 6° 19′ 51″ W |             |
| Corés     |                  | 28        | 43° 6′ 32″ N, 6° 19′ 13″ W  | Pigüeces         |          | 78        | 43° 8′ 57″ N, 6° 18′ 51″ W |             |
| El Coto   |                  | 61        | 43° 4′ 46″ N, 6° 14′ 10″ W  | Pola de Somiedo  | La Pola  | 233       | 43° 5′ 33″ N, 6° 15′ 26″ W |             |
| El Puerto | El Puertu        | 74        | 43° 1′ 37″ N, 6° 13′ 41″ W  | Valle de Lago    | El Valle | 108       | 43° 4′ 19″ N, 6° 11′ 57″ W |             |
| Éndriga   |                  | 115       | 43° 5′ 35″ N, 6° 9′ 30″ W   | Veigas           |          | 75        | 43° 6′ 12″ N, 6° 12′ 51″ W |             |
| Gúa       |                  | 155       | 43° 4′ 46″ N, 6° 15′ 36″ W  | Villar de Vildas |          | 100       | 43° 5′ 27″ N, 6° 20′ 12″ W |             |
| La Riera  | La Ḷḷera'l Coutu | 101       | 43° 9′ 20″ N, 6° 15′ 35″ W  |                  |          |           |                            |             |

## Politik
| Partei       | 1979 | 1983 | 1987 | 1991 | 1995 | 1999 | 2003 | 2007 | 2011 | 2015 |
| PSOE         | 6    | 7    | 7    | 7    | 5    | 7    | 8    | 7    | 7    | 7    |
| FAC          |      |      |      |      |      |      |      |      | 2    | 2    |
| CD / AP / PP | 4    | 4    | 4    | 2    | 4    | 1    | 1    | 2    |      |      |
| UCD / CDS    | 1    |      |      |      |      |      |      |      |      |      |
| US           |      |      |      |      |      | 1    |      |      |      |      |
| Total        | 11   | 11   | 11   | 9    | 9    | 9    | 9    | 9    | 9    | 9    |

## Wirtschaft
| Wirtschaftszweig                  | Beschäftigte | Anteil in Prozent |
| --------------------------------- | ------------ | ----------------- |
| Ackerbau, Viehzucht und Fischerei | 193          | 50,13             |
| Industrie                         | 06           | 01,56             |
| Bauwirtschaft                     | 08           | 02,08             |
| Dienstleistungsbetriebe           | 178          | 46,23             |
| TOTAL                             | 385          | 100,0             |

Quelle: Daten aus dem Statistischen Amt für Wirtschaftliche Entwicklung in Asturien, Stand 2009, SADEI

## Sehenswürdigkeiten
- Kirche von San Pedro de la Riera, aus dem 18. Jahrhundert mit einem Kirchenschiff in Form eines lateinischen Kreuzes, mit einem Tonnengewölbe gekrönt von einem Glockenturm.
- Pfarrkirche San Pedro in Pola aus dem 18. Jahrhundert
- Kirche San Salvador in Éndriga aus dem 17. Jahrhundert
- Naturpark und Biosphärenreservat Parque Natural de Somiedo

## Söhne und Töchter der Gemeinde
- Álvaro Flórez Estrada